# Швейцария на зимних Олимпийских играх 1964
Швейцария принимала участие в зимних Олимпийских играх 1964 года в Инсбруке (Австрия) в девятый раз, но не завоевала ни одной медали. Пока это единственный раз, когда на зимней олимпиаде Швейцария не взяла ни одной награды.

## Состав сборной
Сборная страны состояла из 72 спортсменов: 60 мужчин и 12 женщин соревновались в 10 видах спорта.
- биатлон
- бобслей
- горнолыжный спорт
- конькобежный спорт
- лыжное двоеборье
- лыжные гонки
- прыжки на лыжах с трамплина
- санный спорт
- фигурное катание
- хоккей.

Самой молодой участницей сборной была 18-летняя горнолыжница Фернанда Бошате, старшим участником был 41-летний бобслеист Ханс Цоллер
. Флаг Швейцарии на церемонии открытия Игр нёс лыжник Ханс Амман.

## Результаты
Лучшие результаты швейцарской сборной принесли горнолыжники: Йозеф Минш в скоростном спуске и Вилли Фавр в гигантском слаломе.

### Биатлон
Соревнования проходили 4 февраля 1964 года на 20-километровой трассе в Зефельде. За каждый промах спортсменам начислялось 2 минуты штрафа.
Мужчины
| Дистанция | Спортсмен      | Время     | Промахи | Поправленное время | Место |
| --------- | -------------- | --------- | ------- | ------------------ | ----- |
| 20 км     | Петер Гериг    | 1’30:32,5 | 16      | 2’02:32,5          | 48    |
| 20 км     | Вилли Жюно     | 1’28:00,7 | 13      | 1’54:00,7          | 47    |
| 20 км     | Эрик Шёнбехлер | 1’29:59,5 | 12      | 1’53:59,5          | 46    |
| 20 км     | Марсель Фогель | 1’29:14,1 | 12      | 1’53:14,1          | 45    |

### Бобслей
Соревнования по бобслею на зимних Олимпийских играх 1964 года прошли с 31 января по 7 февраля в Игльсе, в семи километрах южнее Инсбрука. Длина трассы составляла 1506 м при высоте в 138 м и среднем градиенте 9,2 %. Точка старта находилась на высоте 1133 м над уровнем моря, траектория имела 14 поворотов. Бобслей вернулся в Олимпийскую программу после отсутствия на Играх 1960 года в Скво-Вэлли.

### Горнолыжный спорт
Соревнования прошли с 30 января по 8 февраля. Соревнования по скоростному спуску проходили на горе Пачеркофель, по остальным видам — возле деревни Аксамер Лицум. Это была первая олимпиада, на которой время фиксировалось с точностью до сотых долей секунды, а не до десятых. Из-за тёплой зимы возникли проблемы со снегом. Результаты олимпийских состязаний шли в зачёт 18 чемпионата мира по горнолыжному спорту. Участвовали только мужские экипажи.
Двойки
Четвёрки

### Лыжные гонки
Швейцарию в этом виде спорта представляли только мужчины.
Дистанции 15 км, 30 км и 50 км.
Мужская эстафета 4 × 10 км — 9 место.

### Фигурное катание
Соревнования прошли с 29 января по 6 февраля на искусственном льду Олимпийского стадиона в Инсбруке. Выступления фигуристов оценивались по шестибалльной системе.
Мужчины
| Спортсмен      | Обязательные фигуры | Произвольная программа | Баллы  | Сумма мест | Место в итоге |
| -------------- | ------------------- | ---------------------- | ------ | ---------- | ------------- |
| Петер Грюттер  | 24                  | 20                     | 1517,2 | 208        | 24            |
| Маркус Германн | 20                  | 23                     | 1578,0 | 186        | 19            |

Женщины
| Спортсменка  | Обязательные фигуры | Произвольная программа | Баллы  | Сумма мест | Место в итоге |
| ------------ | ------------------- | ---------------------- | ------ | ---------- | ------------- |
| Моника Цингг | 28                  | 28                     | 1568,9 | 248        | 27            |

Пары
| Спортсмены             | Баллы | Сумма мест | Место |
| ---------------------- | ----- | ---------- | ----- |
| Мони́к Мати́с Ив Элли́г   | 81,5  | 147,5      | 17    |
| Герда Йонер Рюди Йонер | 95,4  | 56         | 6     |

### Хоккей
Олимпийский хоккейный турнир проходил с 27 января по 8 февраля и считался 31 чемпионатом мира и одновременно 42 чемпионатом Европы по хоккею с шайбой. В отборочном туре команда Швейцарии победила команду Норвегии и попала в группу сильнейших (Группа А), где сыграла 7 матчей, проиграла все и заняла 8 место.
 Швейцария —  Норвегия 5:1
| Результаты матчей | 1    | 2    | 3   | 4   | 5   | 6   | 7   | Шайб забито | Шайб пропущено | Очки | Место |
| ----------------- | ---- | ---- | --- | --- | --- | --- | --- | ----------- | -------------- | ---- | ----- |
| Швейцария         | 0:15 | 0:12 | 1:5 | 0:8 | 3:7 | 0:4 | 5:6 | 9           | 57             | 0    | 8     |